# Orlane
Pour les articles homonymes, voir Orlane (homonymie).
Orlane (née à La Réunion le 15 janvier 1971) est une chanteuse française de zouk love qui vit en Martinique.

## Biographie
Dans l’océan Indien, à l’Île de La Réunion où elle est née, Orlane est bercée depuis l’enfance par des rythmes et des cultures multicolores. Les mots et les musiques se mêlent dans un métissage fait d’Afrique, de Caraïbes et de France[réf. nécessaire]. 
Originaire de Saint-Paul, Orlane adolescente fait ses premiers pas de chanteuse dans une chorale et dans des groupes d’amis. Après des études d'allemand, d'économie, de droit, elle se tourne vers une carrière artistique.  
Elle remporte un concours SACEM avec une chanson qu’elle a écrite, travaille avec les Touré Kunda en 1992 sur leur album Sili Beto. Elle monte une formation de jazz acoustique avec laquelle elle acquiert une expérience du live. Le Orlan quartet sera sollicité, entre autres festivals de jazz, aux premières parties de Al Jarreau et de Chick Corea en 1994 et 1995. 
Mais en 1996, elle reprend la route et son goût de la découverte l’amène en Martinique, dans les Antilles françaises. Elle y rencontre Éric Virgal, auteur-compositeur-interprète, en qui elle trouve un partenaire artistique idéal. Ils se produisent souvent à Miami, New York, Boston, Washington, Montréal, Paris, Abidjan, Libreville, La Réunion, les Antilles, la Guyane,,et en Haïti. 
Peu connue à La Réunion, elle est surnommée « la diva » du zouk dans les Caraïbes.

## Discographie

### Album studio
- 1997 : Tout simplement
- 1999 : J’aime
- 2003 : Dans la lumière
- 2009 : Intemporelle
- 2013 :  Lov'...
- 2015 : Au fil du temps (compilation)
- 2019 : Horizons Libres

### Album live
- 2004 : Double album live

### DVD live
- 2006 : Live concert à l'Atrium

## Distinctions
- Chevalière de l'ordre des Arts et des Lettres (2024)[6],[7]